# كنيسة القديس فرنسيس الأسيزي (جبل علي)
كنيسة جبل علي أو كنيسة القديس فرنسيس الأسيزي هي كنيسة الروم الكاثوليك في مجمع الكنائس، قرية جبل علي، دبي، الإمارات العربية المتحدة.

## نظرة عامة
تم افتتاح الكنيسة في نوفمبر 2001 كجزء من نيابة العربية، يرعى حاليًا الأسقف بول هيندر. سكان الرعية هم من جنسيات عديدة من جميع أنحاء العالم، ويعيشون بشكل رئيسي على النحو التالي المغتربين في دبي. تقع الكنيسة قبالة شارع الشيخ زايد في جبل علي. يقع جبل علي الأصلي على جبل صغير في الصحراء. الاسم نفسه يعني 'الجبل الصغير'. يمكن الوصول إليه بسهولة من الحدائق/ابن بطوطة مول ومن تقاطعات قرية جبل علي.

## التاريخ
كانت كنيسة القديس فرنسيس الأسيزي في إقليم كنيسة القديسة مريم، دبي، حيث القس. الأب. دانيال سيروفوليني أوفم كاب كان كاهن الرعية. وبارك ووضع حجر الأساس في 4 أكتوبر 2000. تم بناء مبنى الكنيسة بأكمله في غضون عام واحد. تم تكريس الكنيسة في 15 نوفمبر 2001 من قبل رئيس الأساقفة جوزيبي دي أندريا المندوب الرسولي لشبه الجزيرة العربية. شارك ما يقرب من 3000 شخص في الحفل.
فيما يلي الكهنة الذين خدموا أبرشية القديس فرنسيس الأسيزي في جبل علي منذ ظهورها: 
- المطران برنارد جريمولي
- الأب. دانيال سيروفوليني
- الأب. جون فرنانداز
- الأب. العاني كزافييه
- الأب. ويلسون باسكال
- الأب. كونراد ديسوزا
- الأب. توماس كوادروس
- الأب. جونسون ك. جوزيف
- الأسقف بول هيندر
- الأب. وارناكولاسوريا أنتوني فرناندو
- الأب. بيتر كادامانكود
- الأب. يوجين ماتيولي

تبلغ مساحة أرض الرعية 50000 قدم2. يتكون من مبنى واحد من ثلاثة أجزاء. الكنيسة مجاورة لقاعة أبرشية أسيزي. يوجد أيضًا مركز بادوفا تم تشييده بشكل منهجي مع 15 قاعة، والتي يمكن استخدامها لاجتماعات التعليم المسيحي والصلاة. المنطقة السكنية والمكتب جزء آخر من البناء. توفر الخطة والهندسة المعمارية أيضا أماكن لوقوف السيارات في الطابق السفلي تتسع لـ 70 سيارة. 
صورة الفسيفساء من القديس فرنسيس احتضان يسوع من الصليب يزين ملاذ الكنيسة. 
هذه هي الكنيسة الثانية داخل إمارة دبي التي بدأت تخدم الاحتياجات الروحية للمسيحيين الذين يعيشون فيها المنطقة الحرة بجبل علي، منطقة القوز الصناعية، منطقة جبل علي الصناعية، قرية جبل علي، الحدائق، و جميرا. 

## روابط خارجية
- الموقع الرسمي